# Obhutshaftung
Die Obhutshaftung ist im Transportwesen die Haftung verschiedener Transportunternehmen während des Transports von Frachtgut oder im Lagergeschäft die Haftung der Lagerhalter bei der Lagerung von übernommenem Lagergut.

## Allgemeines
Transportunternehmer oder Lagerhalter übernehmen das von ihnen zu transportierende oder zu lagernde Gut in ihre Obhut, indem sie es auf ihren Transportmitteln oder in ihren Lagerräumen verstauen. Während dieser Zeit haben weder der Absender noch der Empfänger Zugriff auf das Gut. Deshalb sieht das Handelsrecht vor, dass Transportunternehmer oder Lagerhalter für Beschädigung oder Verlust des übernommenen Frachtguts/Lagerguts haften müssen. 

## Rechtsfragen
Einer Obhutshaftung unterliegen Frachtführer (§ 425 Abs. 1 HGB), Spediteure (§ 461 Abs. 1 HGB), Lagerhalter (§ 475 HGB) und Verfrachter (§ 498 Abs. 1 HGB). Nur beim Frachtführer gehört auch eine Verspätung durch Überschreitung der Lieferfrist zur Obhutshaftung. Die Dauer der Verantwortung des Lagerhalters für Verlust und Beschädigung ist durch seine Obhut am Gut vorgegeben und entspricht den vergleichbaren Regelungen im Fracht- und im Speditionsrecht. Die Obhutshaftung ist jedoch ausgeschlossen, wenn der Verlust oder die Beschädigung auf Umständen beruht, die durch die Sorgfalt eines ordentlichen Kaufmanns nicht hätten abgewendet werden können (etwa bei höherer Gewalt). 
Die Obhutshaftung erstreckt sich auf den Obhutszeitraum zwischen Übernahme und Ablieferung des Fracht- bzw. Lagerguts. Die Obhutshaftung beginnt demnach mit der Besitzerlangung an dem zu befördernden/lagernden Gut, wobei der Erwerb des mittelbaren Besitzes ausreicht. Ein während des Obhutszeitraums eintretendes Schadensereignis löst die Obhutshaftung aus. 
Ob diese Obhutshaftung eine Haftung für vermutetes Verschulden aufgrund eines erhöhten Sorgfaltsmaßstabs oder eine verschuldensunabhängige Gefährdungshaftung darstellt, die nach Maßgabe der Haftungsbefreiungsgründe eingeschränkt ist, ist umstritten. In der Rechtsprechung haftet einer Auffassung zufolge der Frachtführer für vermutetes Verschulden, wohingegen die andere Auffassung eine verschuldensunabhängige Haftung sieht. Die Fachliteratur favorisiert die Haftung bei Verschulden, das gesetzlich vermutet wird, wenn Verlust oder Schäden im Obhutszeitraum eingetreten sind.

## Versicherung
Die Transporteure und Lagerhalter können ihre Haftungsrisiken (Transport- und Lagerrisiken) durch eine Transport- und Lagerversicherung absichern. Der Versicherungsfall tritt ein, wenn ein Sachschaden am Transport- oder Lagergut entstanden ist einschließlich Zerstörung oder Verlust.

## International
International gelten Art. 17 CMR (Internationale Vereinbarung über Beförderungsverträge auf Straßen - CMR), Art. 16 ff. CMNI (Budapester Übereinkommen über den Vertrag über die Güterbeförderung in der Binnenschifffahrt - CMNI), teilweise auch Art. 17 MÜ (Montrealer Übereinkommen - MÜ) und Art. 23 CIM 1999 (Übereinkommen über den internationalen Eisenbahnverkehr).
Grundsätzlich haftet der Frachtführer für jede Beeinträchtigung des Frachtgutes während des Zeitraums des Transportes. Dies gilt sowohl für das schweizerische Frachtrecht (Art. 447 Abs. 1 OR, Art. 103 Abs. 1 SSG, Art. 137 Abs. 1 Luftfahrtverordnung) als auch für internationale Transporte (vgl. Art. 17 Abs. 1 CMR; Art. 23 Abs. 1 COTIF-CIM; Art. 16 Abs. 1 CMNI; Art. 18 Abs. 1 WA; Art. 18 Abs. 1 MÜ).
In Österreich haftet gemäß Art. 17 Abs. 1 CMR der Frachtführer für den Verlust oder die Beschädigung des Transportgutes, wenn dieser Verlust oder diese Beschädigung zwischen dem Zeitpunkt der Übernahme des Gutes und dem seiner Ablieferung eintritt. Der Frachtführer hat alle üblichen und nach den Umständen des Falls zumutbaren Maßnahmen zum Schutz des Gutes zu ergreifen. Dieser Schutz betrifft etwa Diebstahl, Verderb oder Witterungseinflüsse. Außerdem umfasst diese Obhutspflicht auch die Pflicht, vor Beginn oder während des Transportes Schadensquellen zu identifizieren (z. B. Verpackungsfehler, Verlademängel) und diese auch zu beseitigen. Im Zweifel sind Weisungen einzuholen. Diese Verpflichtungen umfassen auch die Auswahl des geeigneten Transportmittels. Den Frachtführer treffen hierbei verschärfte Sorgfaltsmaßstäbe. Die Verschuldenshaftung ergibt sich dabei aus § 1295 ABGB und § 1323 ABGB.